# Gustav Höhne
Gustav Höhne (Kruszwica, 17 febbraio 1893 – Oberursel, 21 febbraio 1951) è stato un generale tedesco della Wehrmacht durante la seconda guerra mondiale.

## Biografia
Hoehne entrò nell'esercito imperiale tedesco dal 27 marzo 1911 come cadetto nel 150º reggimento di fanteria, col quale prese parte alla prima guerra mondiale, venendo più volte ferito e guadagnandosi diverse decorazioni di merito. Dopo la fine del primo conflitto mondiale, nel Reichswehr passò alla 75ª brigata di fanteria come assistente e poi al 2º reggimento di fanteria di cui rimase membro sino al gennaio del 1930.
Trasferito nella Wehrmacht, venne promosso colonnello il 1º marzo 1938. All'inizio della seconda guerra mondiale, guidò il 28º reggimento di fanteria nella campagna polacca (settembre 1939) come parte della 14ª armata e dal maggio 1940 sul fronte occidentale in Francia. Nell'agosto del 1940 venne promosso maggiore generale e venne nominato comandante dell'8ª divisione di fanteria dal 25 ottobre di quello stesso anno. Durante l'attacco all'Unione Sovietica nel giugno del 1941, guidò le sue truppe dell'VIII Corpo d'armata sul fiume Nemunas a Hrodna, prendendo poi parte all'accerchiamento delle truppe sovietiche presso Vaŭkavysk. Nella primavera del 1942 le sue truppe presero parte all'attacco in soccorso del Gruppe Seydlitz a Demjansk. Dal 1º agosto 1942, venne promosso tenente generale; il 1º maggio 1943, venne promosso al grado di generale di fanteria. Il 20 luglio 1943, venne nominato comandante generale dell'VIII corpo d'armata. Dal 23 novembre 1944 sino alla fine della guerra, fu al comando del LXXXIX corpo d'armata nell'area della 1ª armata sul fronte occidentale.